# Бразилія в Першій світовій війні
Бразилія в Першій світовій війні — період в історії країни у 1917—1918 рр., коли вона виступала в війні на боці країн Антанти.

## Економічний розвиток перед війною
У 1914–1917 роки війни відбулося помітне промислове зростання Бразилії. Найзначніше зростання було в легкій (насамперед харчовій) промисловості. Разом з тим зросла і гірничодобувна промисловість. За період з 1915 по 1919 роки з'явилося понад 5,9 тис. нових підприємств, а вартість промислової продукції майже подвоїлася. Бюджет країни та підприємці отримували високі прибутки від військових поставок.

## Вступ у війну
З початком війни Бразилія проголосила нейтралітет (4 серпня 1914 року). Але, після проголошення Німеччиною необмеженої підводної війни, в результаті якої було потоплено кілька бразильських кораблів, Бразилія оголосила війну Німеччині 26 жовтня 1917.
Внесок Бразилії в перемогу Антанти був більш ніж скромним. З військової точки зору участь Бразилії у війні було чисто символічною. Тим не менш, Бразилія єдина країна Південної Америки, яка брала участь у бойових діях Першої світової війни. Бразильський флот брав участь у бойових діях в Атлантичному океані, також підрозділи бразильських ВПС були спрямовані на Західний фронт.
Усвідомлюючи слабкість армії генерали відмовилися посилати сухопутні війська вЄвропу в допомогу Антанті. Однак був створений Військово-морський відділ під командуванням адмірала Педро Макса Фернандо Фронтін, до якого увійшли бразильські військово-морські кораблі. Бразильські кораблі вели патрулювання у водах Атлантики. Практично всі вони були в жалюгідному стані або були застарілими. Майже у всіх кораблів була відсутня протипожежна система, не було системи виявлення ворожих підводних човнів і так далі.
Крім цього бразильські льотчики воювали у складі британських ВПС на Західному фронті. Також полк бразильської армії воював у складі французьких військ. 18 серпня 1918 Бразилія направила медичну місію в Європу
Після закінчення війни Бразилія розформувала Військово-морський відділ і всі інші формування, що брали участь у війні.

## Після війни
Після війни Бразилія взяла участь у Паризькій мирній конференції, вступила в Лігу націй. Однак в 1926 році вона вийшла з неї, оскільки не отримала постійне місце в Раді Ліги.
Бразилія підписувала Версальський договір як країна-переможець.